# Penly

Penly este o comună în departamentul Seine-Maritime, Franța. În 1 ianuarie 2018 avea o populație de 495 de locuitori.